# Отто Аросемена
Отто Аросемена Гомес (19 липня 1925, Ґуаякіль, Еквадор — 20 квітня 1984, там само) — еквадорський політик, президент країни з листопада 1966 до кінця серпня 1968 року.

## Ранні роки
Походив з відомої ґуаякільської родини, його двоюрідний брат і дядько раніше були президентами Еквадору. Початкову та вищу освіту здобував у рідному місті. 1955 року закінчив місцевий університет, отримавши ступінь з права. Під час навчання він почав перейматись громадськими справами: 1951 став членом виборчого трибуналу провінції Гуаяс, який пізніше очолив.
Починаючи з 1954 року його політична кар'єра розвивалась дуже стрімко. 1954 він був обраний депутатом від провінції Гуаяс до Національного конгресу, 1956 — переобраний. 1957 року отримав пост голови Палати депутатів, а 1960 виборов місце у Сенаті, а також став членом Валютної ради, яку очолив 1961, того ж року став заступником голови Сенату. Боровся проти військової хунти, що захопила владу у липні 1963 року, усунувши з посту президента його кузена Карлоса Хуліо Аросемену Монроя. 1965 року, коли країна поринула до однієї з найбільших політичних, соціальних та економічних криз, що стала результатом діяльності диктаторського режиму, він заснував нову політичну партію у Кіто — Демократичну інституціоналістську коаліцію (Coalición Institucionalista Demócrata, CID). За рік був обраний членом Конституційної асамблеї на чолі з Клементе Єрові. Ця ж асамблея обрала Аросемену на пост глави держави.

## Президентство
Прихід Аросемени до влади ще більше зміцнив позиції Еквадору у світі — почався приток інвестицій, що привело до зростання економіки. Він призначив колишнього президента Гало Пласу послом до Вашингтона.
У той час еквадорці вірили, що повернення конституційного режиму принесло удачу їхній країні. На початку березня 1967 року було винайдено нове нафтове родовище на північному сході країни.
Того ж року Аросемена брав участь у зустрічі президентів американських держав у Пунта-дель-Есте, Уругвай. Під час зустрічі він висловив свої думки на підтримку політики США щодо Латинської Америки. Він став єдиним учасником зустрічі, хто відмовився поставити свій підпис під Декларацією американських президентів, оскільки вважав це недостатнім і не вбачав у тому документі особливого практичного сенсу.
Серед основних досягнень кабінету Аросемени було створення міністерства охорони здоров'я, будівництво мосту Національної єдності (нині має назву мосту Рафаеля Мендоси Авільї), розширення морського порту Манта, реконструкція автошляхів Амбато-Ріобамба та Ель-Емпальме-Кеведо, електрифікація Манабі й півострова Санта-Елена, відновлення залізничної лінії Кіто-Ґуаякіль. Також він піклувався будівництвом шкіл, в результаті чого на піку того процесу в Еквадорі будувалось 1,7 школи на день. Його уряд забезпечив економічний розвиток країни, а також зміцнив демократичні інституції.

## Інша діяльність
Був професором історії та політичної географії у різних вищих школах й університетах.
Після виходу у відставку з посту глави держави продовжував політичну діяльність як член Конгресу до самої своєї смерті від серцевого нападу 1984 року.